# Omar the Tentmaker
Omar the Tentmaker er en amerikansk stumfilm fra 1922 af James Young.

## Medvirkende
- Guy Bates Post som Omar
- Virginia Brown Faire som Shireen
- Patsy Ruth Miller
- Nigel De Brulier som Nizam ul Mulk
- Noah Beery
- Rose Dione
- Douglas Gerrard